# Amolops pallasitatus
Amolops pallasitatus — вид жаб родини жаб'ячих (Ranidae). Описаний у 2019 році.

## Поширення
Вид описаний зі зразків, що спіймані поблизу міста Чженьтан в окрузі Дінггйо на півдні Тибету. Ймовірно, що вид поширений також в сусідньому Непалі. Живе у гірських водоймах на висоті 3270 м над рівнем моря.

## Опис
Тіло завдовжки 70-72 мм. Шкіра гладка. Спина жовтяво-зеленого забарвлення з неправильними темно-коричневими плямами. На боках плями менш численні.